# Gran Premio di Castrocaro Terme 1972
Il Gran Premio di Castrocaro Terme 1972, tredicesima edizione della corsa, si svolse il 18 giugno 1972 su un percorso di 76,02 km disputati a cronometro. La vittoria fu appannaggio del belga Roger Swerts, che completò il percorso in 1h54'35", precedendo l'italiano Felice Gimondi e lo svedese Tomas Pettersson.
Sul traguardo di Castrocaro Terme 8 ciclisti, su 10 partiti dalla medesima località, portarono a termine la competizione. I 2 corridori che non conclusero la prova furono il danese Ole Ritter e l'italiano Davide Boifava. 

## Ordine d'arrivo (Top 8)
| Pos. | Corridore          | Squadra              | Tempo    |
| ---- | ------------------ | -------------------- | -------- |
| 1    | Roger Swerts       | Molteni              | 1h54'35" |
| 2    | Felice Gimondi     | Salvarani            | a 1'14"  |
| 3    | Tomas Pettersson   | Ferretti             | a 2'17"  |
| 4    | Gösta Pettersson   | Ferretti             | a 4'07"  |
| 5    | José Manuel Fuente | KAS-Kaskol           | a 5'53"  |
| 6    | Fabrizio Fabbri    | Van Cauter-Magniflex | a 6'00"  |
| 7    | Angelo Bassini     | Scic                 | a 11'10" |
| 8    | Emilio Casalini    | Salvarani            | a 13'07" |